# Germán Montaner Blay
Germán Montaner Blay (València, 25 de febrer de 1935 - 31 de gener de 2004) va ser un actor valencià de cinema, teatre, doblatge i televisió.

## Biografia
Pertanyent a la quarta generació de la saga d'actors de teatre del mateix nom, amb origen en la localitat de Paterna (València).
Es va iniciar com a actor de teatre en la dècada de 1950, treballant com a actor de plantilla de diferents teatres de la ciutat de València, com el Talia o el Alkazar. No va ser fins a la dècada de 1990 quan va fer el salt al cinema i a la televisió, després de començar com a col·laborador de Canal 9.

## Filmografia

### Cinema
- Torremolinos 73, 2003.
- Mortadel·lo i Filemó, 2003.
- Flores de otro mundo, 1999.
- El milagro de P. Tinto, 1998.
- Tranvía a la Malvarrosa, 1997.
- Todos a la cárcel, 1993.

### Televisió
- Manos a la obra, 1998.
- ¡Ay, Señor, Señor!, 1995.
- Farmacia de guardia, 1994.
- Un paso adelante ,2002/2003